# Fernando Fernán Gómez
Fernando Fernán Gómez (ur. 28 sierpnia 1921 w Limie; zm. 21 listopada 2007 w Madrycie) – hiszpański aktor i reżyser filmowy, także pisarz.
Zagrał w ponad 200 filmach. W Polsce znany był przede wszystkim z obrazów Carlosa Saury: Anna i wilki (1973) oraz Mama ma sto lat (1979). Zagrał też rolę ojca w nagrodzonej Oscarem głośnej komedii Belle époque (1992) Fernando Trueby.
Laureat Honorowego Złotego Niedźwiedzia za całokształt twórczości na 55. MFF w Berlinie w 2005.
Był także pisarzem i autorem dramatów. Jego pamiętniki, wspomnienia, opowiadania i sztuki teatralne stanowiły podstawę przyjęcia go w 2000, jako jedynego aktora, do Hiszpańskiej Akademii Królewskiej.

## Filmy - reżyser
- Manicomio (1954)
- El mensaje (1955)
- El malvado Carabel (1956)
- La vida por delante (1958)
- La vida alrededor (1959)
- Sólo para hombres (1960)
- La venganza de Don Mendo (1961)
- Y el mundo sigue (1963)
- Los palomos (1964)
- El extraño viaje (1964)
- Ninette y un señor de Murcia (1965)
- Mayores con reparos (1966)
- Crimen imperfecto (1970)
- Cómo casarse en 7 días (1971)
- Yo la vi primero (1974)
- La querida (1976)
- Bruja, más que bruja (1976)
- Mi hija Hildegart (1977)
- Cinco tenedores (1979)
- Mambrú se fue a la guerra (1986)
- El viaje a ninguna parte (1986)
- El mar y el tiempo (1989)
- Fuera de juego (1991)
- Siete mil días juntos (1994)
- Pesadilla para un rico (1997)
- A Porta do Sol (1998)
- Lázaro de Tormes (2001)

## Filmy - aktor
| - Rosas de otoño (Juan de Orduña, Eduardo Morera, 1943) - Se vende un palacio (Ladislao Vajda, 1943) - Turbante blanco (Ignacio F. Iquino, 1943) - Viviendo al revés (Ignacio F. Iquino, 1943) - Cristina Guzmán (Gonzalo Delgrás, 1943) - Noche fantástica (Luis Marquina, 1943) - La chica del gato (Ramón Quadreny, 1943) - Empezó en boda (Raffaello Matarazzo, 1944) - Una chica de opereta (Ramón Quadreny, 1944) - Mi enemigo y yo (Ramón Quadreny, 1944) - Eres un caso (Ramón Quadreny, 1945) - Espronceda (Fernando Alonso Casares, 1945) - Se le fue el novio (Julio Salvador, 1945) - El destino se disculpa (José Luis Sáenz de Heredia, 1945) - El camino de Babel (Jerónimo Mihura, 1945) - Bambú (José Luis Sáenz de Heredia, 1945) - Domingo de carnaval (Edgar Neville, 1945) - La próxima vez que vivamos (Enrique Gómez, 1946) - Los habitantes de la casa deshabitada (Gonzalo Delgrás, 1946) - Es peligroso asomarse al exterio (Alejandro Ulloa, Arthur Duarte, 1946) - Noche sin cielo (Ignacio F. Iquino, 1947) - La muralla feliz (Enrique Herreros, 1947) - La sirena negra (Carlos Serrano de Osma, 1947) - Embrujo (Carlos Serrano de Osma, 1947) - Hoy no pasamos lista (Raúl Alfonso, Rafael Alonso, 1948) - Pototo, Boliche y compañía (Ramón Barreiro, 1948) - Encrucijada (Pedro Lazaga, 1948) - La mies es mucha (José Luis Sáenz de Heredia, 1948) - Botón de ancla (Ramón Torrado, 1948) - Noventa minutos (Antonio del Amo, 1949) - Alas de juventud (Antonio del Amo, 1949) - Facultad de letras (Pío Ballesteros, 1950) - Tiempos felices (Enrique Gómez, 1950) - El último caballo (Edgar Neville, 1950) - La noche del sábado (Rafael Gil, 1950) - Balarrasa (José Antonio Nieves Conde, 1951) - La trinca del aire (Ramón Torrado, 1951) - El capitán Veneno (Luis Marquina, 1951) - Cincuenta años del Real Madrid (Rafael Gil, 1952) - El sistema Pelegrín (Ignacio F. Iquino, 1952) - Me quiero casar contigo (Jerónimo Mihura, 1952) - Los ojos dejan huellas (José Luis Sáenz de Heredia, 1952) - Vida en sombras (Lorenzo Llobet Gracia, 1952) - La conciencia acusa] (Georg Wilhelm Pabst, 1953) - Esa pareja feliz (Juan Antonio Bardem, Luis García Berlanga, 1953) - Aeropuerto (Luis Lucia Mingarro, 1953) - Nadie lo sabrá (Ramón Torrado, 1953) - Manicomio (Fernando Fernán Gómez, Luis María Delgado, 1954) - Rebeldía (José Antonio Nieves Conde, 1954) - Morena Clara (Luis Lucia Mingarro, 1954) - La otra vida del capitán Contreras (Rafael Gil, 1955) - El guardián del paraíso (Arturo Ruiz Castillo, 1955) - Congreso en Sevilla (Antonio Román, 1955) - El mensaje (1955) - Lo scapolo (El soltero, Antonio Pietrangeli, 1955) - La gran mentira (Rafael Gil, 1956) - El fenómeno (José María Elorrieta, 1956) - El malvado Carabel (1956) - Viaje de novios (León Klimovsky, 1956) - El inquilino (1957) (José Antonio Nieves Conde, 1957) - Las muchachas de azul (Pedro Lazaga, 1957) - Faustina (José Luis Sáenz de Heredia, 1957) - Un marido de ida y vuelta (Luis Lucia Mingarro, 1957) - Los ángeles del volante (Ignacio F. Iquino, 1957) - La vida por delante (Fernando Fernán Gómez, José Luis de la Torre, 1958) - Ana dice sí (Pedro Lazaga, 1958) - La vida alrededor (1959) - Luna de verano (Pedro Lazaga, 1959) - Soledad (Mario Craveri, Enrico Gras, Félix Acaso, 1959) - Bombas para la paz (Antonio Román, 1959) - [La ironía del dinero (Edgar Neville, Guy Lefranc, 1959) - Sólo para hombres (1960) - La vida privada de Fulano de Tal (José María Forn, 1960) - Crimen para recién casados (Pedro Luis Ramírez, 1960) - Les Trois etc. du Colonel (Los tres etc. del coronel, Claude Boissol, 1960) - La venganza de Don Mendo (1961) - Adiós, Mimí Pompón (Luis Marquina, 1961) - Fantasmas en la casa (Pedro Luis Ramírez, 1961) - ¿Dónde pongo este muerto? (Pedro Luis Ramírez, 1962) - Benigno, hermano mío (Arturo González hijo, 1963) - Rififí en la ciudad (Jesús Franco, 1963) - La becerrada (José María Forqué, 1963) - Un vampiro para dos (Pedro Lazaga, 1965) - El mundo sigue (1965) - Ninette y un señor de Murcia (1965) - La mujer de tu prójimo (Enrique Carreras, 1966) - Mayores con reparos (1966) - La vil seducción (José María Forqué, 1968) - ¿Por qué pecamos a los cuarenta? (Pedro Lazaga, 1969) | - Las panteras se comen a los ricos (Ramón Fernández, 1969) - Carola de día, Carola de noche (Jaime de Armiñán, 1969) - Un adulterio decente (Rafael Gil, 1969) - Estudio amueblado 2.P. (José María Forqué, 1969) - El triangulito (José María Forqué, 1970) - De profesión, sus labores (Javier Aguirre, 1970) - Crimen imperfecto (1970) - Pierna creciente, falda menguante (Javier Aguirre, 1970) - Cómo casarse en 7 días (1971) - Las Ibéricas F.C. (Pedro Masó, 1971) - Los gallos de la madrugada (José Luis Sáenz de Heredia, 1971) - Vera, un cuento cruel (Josefina Molina, 1973) - Don Kichot znów wyrusza (Don Quijote cabalga de nuevo, reż. Roberto Gavaldón, 1973) - La leyenda del alcalde de Zalamea (Mario Camus, 1973) - Anna i wilki (Ana y los lobos, reż. Carlos Saura, 1973) - Duch roju (El espíritu de la colmena, reż. Víctor Erice, 1973) - Yo la vi primero (1974) - El amor del capitán Brando (Jaime de Armiñán, 1974) - Sensualidad (Germán Lorente, 1975) - Pim, pam, pum... ¡fuego! (Pedro Olea, 1975) - Yo soy Fulana de Tal (Pedro Lazaga, 1975) - Jó, papá (Jaime de Armiñán, 1975) - La querida (1976) - El anacoreta (Juan Estelrich, 1976) - Bruja, más que bruja (1976) - Gulliver (Alfonso Ungría, 1976) - Las cuatro novias de Augusto Pérez (José Jara, 1976) - Imposible para una solterona (Rafael Romero Marchent, 1976) - Reina Zanahoria (Gonzalo Suárez, 1977) - La ragazza dal pigiama giallo (La chica del pijama amarillo, Flavio Mogherini, 1977) - Más fina que las gallinas (Jesús Yagüe, 1977) - Parranda (Gonzalo Suárez, 1977) - Chely (Ramón Fernández, 1977) - Los restos del naufragio (Ricardo Franco, 1978) - Arriba Hazaña (José María Gutiérrez Santos, 1978) - Madrid al desnudo (Jacinto Molina, 1979) - Milagro en el circo (Alejandro Galindo, 1979) - Mamá cumple cien años (Carlos Saura, 1979) - Yo qué sé (Emma Cohen, 1980) - Maravillas (Manuel Gutiérrez Aragón, 1981) - 127 millones libres de impuestos (Pedro Masó, 1981) - Apaga... y vámonos (Antonio Hernández, 1982) - Copia cero (Eduardo Campoy, 1982) - Bésame, tonta (Fernando González de Canales, 1982) - Soldados de plomo (José Sacristán, 1983) - Interior roig (Interior rojo, Eugenio Anglada, 1983) - La colmena (Mario Camus, 1983) - Juana la loca... de vez en cuando (José Ramón Larraz, 1983) - Stico (Jaime de Armiñán, 1984) - Feroz (Manuel Gutiérrez Aragón, 1984) - Los Zancos (Carlos Saura, 1984) - La noche más hermosa (Manuel Gutiérrez Aragón, 1984) - De hombre a hombre (Ramón Fernández, 1985) - Luces de bohemia (Miguel Ángel Díez, 1985) - Réquiem por un campesino español (Francisco Betriú, 1985) - La corte de Faraón (José Luis García Sánchez, 1985) - Marbella, un golpe de cinco estrellas (Miguel Hermoso, 1985) - La mitad del cielo (Manuel Gutiérrez Aragón, 1986) - Pobre mariposa (Raúl de la Torre, 1986) - Mambrú se fue a la guerra (1986) - El viaje a ninguna parte (1986) - Delirios de amor (Antonio González Vigil, Luis Eduardo Aute, Cristina Andreu, Félix Rotaeta, 1986) - El gran Serafín (José María Ulloque, 1987) - Cara de acelga (José Sacristán, 1987) - Mi general (Jaime de Armiñán, 1987) - Moros y cristianos (film)\|Moros y Cristianos (Luis García Berlanga, 1987) - Esquilache (Josefina Molina 1987) - El mar y el tiempo (1989) - El río que nos lleva (Antonio del Real, 1989) - Fuera de juego (1991) - El rey pasmado (Imanol Uribe, 1991) - Marcellino (Marcelino, pan y vino, Luigi Comencini, 1991) - Chechu y familia (Álvaro Sáenz de Heredia, 1992) - Belle époque (Fernando Trueba, 1992) - Cartas desde Huesca (Antonio Artero, 1993) - Así en el cielo como en la tierra (José Luis Cuerda, 1995) - Pintadas (Juan Estelrich junior), 1996) - Pesadilla para un rico (1996) - Tranvía a la Malvarrosa (José Luis García Sánchez, 1996) - La hermana (Juan José Porto, 1997) - El sueño de los héroes (Sergio Renán, 1997) - Pepe Guindo (Manuel Iborra, 1998) - Dziadek (El abuelo, reż. José Luis Garci, 1998) - Wszystko o mojej matce (Todo sobre mi madre, reż. Pedro Almodóvar, 1999) - Plenilunio (Imanol Uribe, 1999) - La lengua de las mariposas (José Luis Cuerda, 1999) - Voz (Javier Aguirre, 2000) - Visionarios (Manuel Gutiérrez Aragón, 2001) - El embrujo de Shanghai (Fernando Trueba, 2002) - En la ciudad sin límites (Antonio Hernández, 2002) - Bibliofrenia (Marcos Moreno, 2003) - ¡Hay motivo! (Various, 2004) – voz en el epílogo - Tiovivo c. 1950 (José Luis Garci, 2004) - Para que no me olvides (Patricia Ferreira, 2005) - Mia Sarah (Gustavo Ron, 2006) |

## Filmy w TV
| - Fábulas (1968) (serial) - El alcalde de Zalamea (epizod Estudio 1) (1968) - Del dicho al hecho (serial) (1971) - Juan soldado (1973) - El pícaro (miniserial) (1974) - Memorias del cine español (epizod) (1978) - Fortunata y Jacinta (miniserial) (1980) - El alcalde de Zalamea (epizod Teatro estudio) (1981) - Ramón y Cajal (serial) (1982) - Los desastres de la guerra (miniserial) (1983) - Las pícaras (epizod) (1983) | - El jardín de Venus (serial) (1983) - Nuevo amanecer (epizod Cuentos imposibles) (1984) - La noche del cine español (dwa epizody) (1985–1986) - Juncal (miniserial) (1987) - La mujer de tu vida: La mujer perdida (1988) - La mujer de tu vida 2: Las mujeres de mi vida (1992) - Esta noche es Nochebuena (epizod Farmacia de guardia) (1992) - Los ladrones van a la oficina (serial) (1993) - Los ladrones van a la oficina (1993–1995) - Cuéntame cómo pasó (2001) |

## Nagrody
- Nagroda Goya
  - 1987: za najlepszy aktor w Mambrú se fue a la guerra: najlepszy reżyser i najlepszy scenariusz w El Viaje a ninguna parte
  - 1993 za najlepszy aktor drugoplanowy w Belle époque
  - * 1999 za najlepszy aktor w Dziadek
  - 2001 za najlepszy scenariusz adaptowany w Lázaro de Tormes
- Nagroda na MFF w Cannes 1984: Nagroda im. Francesco Pasinettiego za najlepszy aktor w Szczudła
- Nagroda na MFF w Berlinie
  - 1977: Srebrny niedźwiedź za najlepszy aktor w El anacoreta
  - 1985: Srebrny niedźwiedź za najlepszy aktor w Stico
  - 2005: Złoty Niedźwiedź za całokształt